# 安斯特島
安斯特島是蘇格蘭的島嶼，位於北海，距離西挪威300公里，屬於昔德蘭群島的一部分，面積120.68平方公里，最高點海拔高度284米，2001年人口720。
60°45′N 0°53′W / 60.750°N 0.883°W